# Haminoea templadoi
Haminoea templadoi is een slakkensoort uit de familie van de Haminoeidae. De wetenschappelijke naam van de soort is voor het eerst geldig gepubliceerd in 1991 door Garcia, Perez-Hurtado & Garcia-Gomez.